# Канга Аргуэльес, Хосе
Хосе́ Ка́нга Аргуэ́льес и Сифуэ́нтес (исп. José Canga Argüelles y Cifuentes ; 17 июля 1770, Овьедо — 2 декабря 1843, там же) — испанский граф, государственный деятель, министр финансов Испании. Автор «Финансового словаря для руководителей финансов» (1826—27), содержащего богатый материал по экономической жизни Испании конца XVIII — начала XIX веков, и других работ по экономике.
Принимал участие в войне против Наполеона, заседал в Кадисских кортесах, принявших конституцию 1812 года. После возвращения Фердинанда VII Канга оказался в ссылке. Революция 1820 года вернула его и дала ему портфель министра финансов; в этой должности он пробовал провести несколько чрезвычайных мер для покрытия дефицита — отчисление в казну 1/7 части имущества духовенства, продажу североафриканских владений, уменьшение числа должностей и др. Восстановление абсолютизма заставило его удалиться в Англию. Здесь он написал: «Elementos de la ciencia de hacienda» (Лонд., 1825) и «Diccionano de hacienda» (Лонд., 1827—1828). В 1829, получив разрешение вернуться в Испанию, стал архиварием в Симанкасе; опубликовал: «Observaciones sobre la historia de la guerra de Espana» (Мадрид, 1833—1836).